# Ricardo Boechat
Ricardo Eugênio Boechat (Buenos Aires, 13 de julho de 1952 – São Paulo, 11 de fevereiro de 2019) foi um jornalista, âncora e locutor de rádio brasileiro. Já esteve presente nos principais jornais do país, como O Globo, O Dia, O Estado de S. Paulo e Jornal do Brasil. Seu último trabalho na comunicação foi no Grupo Bandeirantes de Comunicação, onde estava desde 2004, quando começou como âncora do noticiário matinal BandNews FM em 2005 — inicialmente no bloco local da filial carioca, passando no ano seguinte para a apresentação da faixa matinal da rede, quando também passou a ancorar o Jornal da Band na Rede Bandeirantes. Também assinava uma coluna semanal na revista IstoÉ.
Venceu por três vezes o prêmio Esso, além de ter recebido por várias vezes o Prêmio Comunique-se, tendo sido o maior vencedor da história do prêmio, e o único a vencer em três categorias diferentes: âncora de rádio, colunista de notícia e âncora de TV.

## Biografia
Filho de um diplomata brasileiro de ascendência colonial suíça e da argentina Mercedes Carrascal, nasceu na capital argentina enquanto o pai estava a serviço do Ministério das Relações Exteriores. Boechat era pai de seis filhos, três com Claudia Boechat, uma com a produtora cultural Ana Reis e dois do casamento com a jornalista Veruska Seibel.

### Carreira

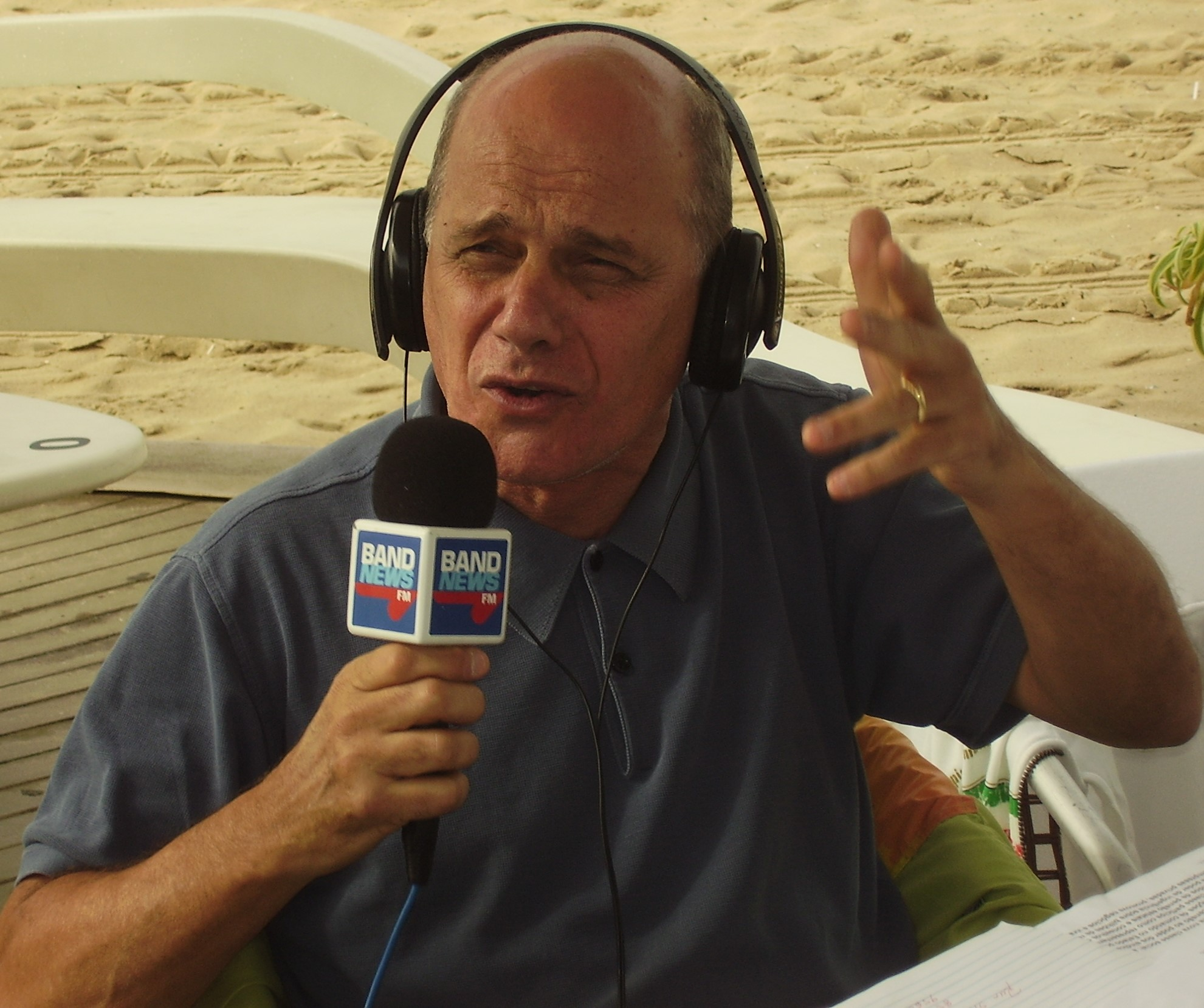
Ricardo Boechat em uma transmissão para a rádio BandNews FM em 2010

Iniciou sua carreira na década de 1970 como repórter do extinto jornal Diário de Notícias. Também nessa época, iniciou sua carreira como colunista, colaborando com a equipe de Ibrahim Sued. Em 1983, foi para o jornal O Globo. Em 1987, ocupou por seis meses a secretaria de Comunicação Social no governo Moreira Franco (1987-1991). Após o período voltou para O Globo, até ser demitido em 2001. Em 2004, estreou no Grupo Bandeirantes de Comunicação como comentarista do Jornal da Noite. Ganhou reconhecimento nacional através da BandNews FM, quando passou a ancorar o jornalístico matinal da filial do Rio de Janeiro em 2005. No ano seguinte, Boechat passou a ser âncora do principal jornalístico das manhãs da rede após a saída de Carlos Nascimento — consequentemente, foi alçado como âncora do Jornal da Band, na Rede Bandeirantes. Boechat logo se tornou uma das principais figuras da rádio e da TV. Mesmo com a mudança para São Paulo, o jornalista continuou apresentando o jornalístico local do Rio de Janeiro diretamente dos estúdios na capital paulista.

### Controvérsias

#### Escândalo no setor de telefonia
Ao participar de reportagens na guerra pelo controle das companhias telefônicas no Brasil, a sua participação foi citada em reportagem publicada na revista Veja em junho de 2001. O colunista foi demitido do O Globo e da TV Globo, onde tinha uma coluna no Bom Dia Brasil quando a revista publicou trecho de um grampo telefônico em que revelava ao empresário Paulo Marinho, seu amigo pessoal, o conteúdo das matérias que foram publicadas pelo jornal. A decisão dos diretores da empresa foi unânime. Eles alegaram que o comportamento do jornalista feria o código de ética da empresa. Marinho trabalhava para Nelson Tanure, principal acionista do Jornal do Brasil e aliado da TIM, empresa que disputava o controle da Telemig Celular e Tele Norte Celular em confronto com o banqueiro Daniel Dantas.
O escândalo revelou alguns dos métodos empregados nas guerras pelo controle das companhias telefônicas, na qual ocorriam grampos a jornalistas, notícias plantadas e envolvimento de grupos poderosos. Flagrado nesses grampos, a situação ficou insustentável na Globo. Nos últimos anos antes da demissão, o jornalista, com sua coluna em O Globo, a mais lida do jornal, transformou-se num dos mais influentes jornalistas do país. Também deu início ao primeiro escândalo de quebra do sigilo do painel do Senado Federal, quando, em 2000, revelou falhas de segurança no painel do Senado. Pouco depois, disse que a senadora Heloísa Helena teria traído o Partido dos Trabalhadores em votação que cassou o mandato do senador Luís Estêvão. Antes da demissão, deixou claro ter uma cópia da lista de votação. Mesmo assim (ou por isso), ele não foi inquirido pelo Conselho de Ética do Senado por não ser político.

#### Discussão com Silas Malafaia
Em 19 de junho de 2015, Boechat e o pastor Silas Malafaia protagonizaram uma discussão de grande repercussão. Tudo começou quando no dia 17 de junho, o jornalista decidiu comentar em seu programa na rádio BandNews FM, sobre a 'onda de crimes causada pela intolerância religiosa', afirmando que: "Os evangélicos são uma massa monumental de brasileiros, sempre ficam muito sensíveis quando se faz alguma crítica que generalize a abordagem. E nesse sentido, eu quero deixar bem claro que essa crítica é uma crítica muito dirigida a pastores e algumas igrejas neopentecostais, e alguns grupos específicos dentro de algumas agremiações religiosas que estão estimulando e levando a cabo ações de hostilidade contra outras religiões, especialmente as religiões de origem africana".
Esse trecho despertou a fúria de Silas Malafaia, que sentiu-se ofendido e, através do Twitter, escreveu que o jornalista estava falando asneira e também o chamou de idiota. Ao ver as mensagens do pastor, enquanto falava ao vivo pela BandNews FM Fluminense, Boechat resolveu responder às acusações: “Malafaia, vai procurar uma rôla. Você é um idiota, um paspalhão, pilantra, tomador de grana de fiel, explorador da fé alheia. Você gosta muito é de palanque, mas não vou te dar porque tu é um otário, um paspalhão. Você é um homofóbico, uma figura execrável, horrorosa, que toma dinheiro das pessoas. Você é rico porque toma dinheiro das pessoas pregando salvação depois da morte. Meu salário, meus patrimônios, vêm do meu suor, não do suor alheio. Você é um charlatão, cara. Que usa o nome de Deus e de Cristo para tomar dinheiro dos fiéis. Você é um tomador de grana. Você e muitos outros. Não tenho medo de você não, seu otário!”. Depois, completou: "É no âmbito de igrejas neopentecostais que estão acontecendo atos de incitação a intolerância religiosa, mais do que em outros ambientes" mas garantiu que não estaria fazendo nenhuma generalização, como Malafaia insinuaria, citando o exemplo, a seu ver positivo, do pastor João Melo, que da Igreja Batista de Vila da Penha.
Silas Malafaia passou o dia escrevendo mensagens a Ricardo Boechat, além de ter gravado um vídeo para retrucar o jornalista. No vídeo ele acusa Boechat de perder a linha, dizendo que ele não foi imparcial aos ataques contra os cristãos na Parada Gay de São Paulo. O pastor também ameaçou processar o jornalista, bem como desafiou Boechat para um confronto cara a cara em algum programa. Malafaia também acusa o jornalista de não ter moral e alegou que a mãe da menina atacada na saída do terreiro seria frequentadora da sua igreja. Para completar, disse que Boechat “dá chilique no microfone quando não gosta de alguma coisa”. Ele também reafirmou que iria intimar o jornalista na Justiça.
Posteriormente, em audiência judicial, ambos se retrataram.

### Morte
Boechat morreu no dia 11 de fevereiro de 2019, na queda do helicóptero que o trazia de Campinas para São Paulo, depois de realizar uma palestra na cidade do interior paulista. A aeronave caiu na rodovia Anhanguera, embaixo do viaduto de interligação com o Rodoanel, na Grande São Paulo, chocando-se com um caminhão e incendiando-se. Também morreu no acidente o piloto da aeronave. O motorista do caminhão teve apenas ferimentos leves.

## Trabalhos
| Ano       | Título         | Papel        | Emissora          | Notas |
| --------- | -------------- | ------------ | ----------------- | ----- |
| 1997–2001 | Bom Dia Brasil | Colunista    | Rede Globo        |       |
| 2006–2019 | Jornal da Band | Apresentador | Rede Bandeirantes |       |

| Ano  | Título                           | Papel                      | Notas                                    |
| ---- | -------------------------------- | -------------------------- | ---------------------------------------- |
| 2016 | Zootopia - Essa Cidade é o Bicho | Onçardo Boi Chá (dublagem) | Personagem especial da versão brasileira |
| 2020 | Uma Noite de Crime               | Apresentador               | Série Brasileira Ficção TV Aberta        |

## Prêmios e indicações
| Ano  | Prêmio                             | Categoria              | Trabalho nomeado   | Direção         | Resultado | Ref.   |
| ---- | ---------------------------------- | ---------------------- | ------------------ | --------------- | --------- | ------ |
| 2020 | Grande Prêmio do Cinema Brasileiro | Série Ficção TV Aberta | Uma Noite de Crime | Marcelo N. Reis | Indicado  | [ 31 ] |

## Prêmios e homenagens
- Prêmio Esso (1989,[32] 1992[33] e 2001[34])
- Prêmio Comunique-se (2006, 2007, 2008, 2010, 2012, 2013, 2014 e 2017)[35]
- Jornalista mais admirado do país, junto com Miriam Leitão (2014) e (2015)[36]
- Troféu Imprensa 2016 - Melhor Apresentador de Telejornal[37][38]
- Prêmio Contigoǃ Online 2018 - Melhor Âncora[39]